# Thomas Bopp
Thomas Joel Bopp (ur. 15 października 1949 w Denver, zm. 5 stycznia 2018 w Phoenix) – amerykański astronom amator, współodkrywca komety Hale’a-Boppa.

## Życiorys
Thomas Bopp urodził się 15 października 1949 roku w Denver, a dorastał w Youngstown. Astronomią zainteresował się amatorsko pod wpływem swojego ojca, który podarował mu pierwszy teleskop, gdy miał 10 lat.

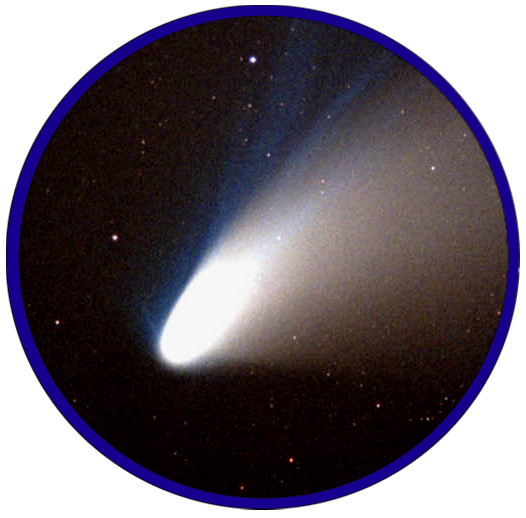
Kometa Hale’a-Boppa

Obserwacjami głębokiego nieba zajął się po opuszczeniu Sił Powietrznych w 1972 roku. Przeprowadził się wówczas do Glendale w Arizonie, gdzie pracował jako kierownik sklepu. W sklepie poznał Jima Stevensa, miejscowego astronoma amatora, zaprzyjaźnili się i spędzali weekendy obserwując niebo przez 17,5-calowy teleskop Stevensa. Przy pomocy tego teleskopu dokonał odkrycia nowej komety. W tym samym czasie, choć niezależnie, obserwacji komety dokonał też astronom Alan Hale. Na cześć jego i jego ojca, Franka, nazwano planetoidę (7086) Bopp.
Miał córkę April.
Zmarł w wieku 68 lat z powodu raka wątroby.